# جين كامبل البارونة كامبل من سوربيتون
جين سوزان كامبل، بارونة كامبل من سيربيتُون، دامت برفكت (ولدت في 19 أبريل 1959)، هي ناشطة بريطانية في حقوق ذوي الإعاقة وعضوة مدى الحياة في مجلس اللوردات. كانت مفوضة في لجنة المساواة وحقوق الإنسان، وشغلت منصب رئيسة لجنة الإعاقة التي أدت إلى برنامج الإعاقة في اللجنة. كما كانت رئيسة سابقة لمعهد الرعاية الاجتماعية من أجل التميز. وكانت مفوضة في لجنة حقوق ذوي الإعاقة.
نشأت كامبل في نيو مالدن. كان والدها، رون، مهندس تدفئة، ووالدتها، جيسي، مصممة نوافذ في متجر فساتين. عندما كانت تبلغ من العمر تسعة أشهر، لم تكن تملك القوة في عضلات رقبتها لرفع رأسها، وكانت تظهر حركات قليلة عند بلوغها سنة واحدة. استشارت والدتها الطبيب العائلي الذي أحالها إلى مستشفى كينغستون المحلي.
ثم تم تحويلها إلى مستشفى جريت أورموند ستريت حيث تم تشخيصها بضمور العضلات الشوكي، وأُعطيت توقعًا بأنها لن تعيش حتى تصل إلى عمر السنتين؛ إلا أن أختها الصغرى، سالي، هي التي توفيت بسبب نفس المرض قبل بلوغ هذا العمر. كانت تعاني في طفولتها من التهابات صدرية حادة تحدث مرتين أو ثلاث مرات في السنة، وأحيانًا تستدعي دخول المستشفى.
ذهبت كامبل إلى مدرسة منفصلة للأطفال ذوي الإعاقة حيث لم يكن التحصيل الأكاديمي هو الأولوية القصوى. توفيت صديقتها المفضلة، التي كانت تعاني من ثقب في القلب، عن عمر 13 عامًا. تركت المدرسة في سن 16 عامًا بدون مؤهلات وكانت بالكاد تستطيع القراءة أو الكتابة، لكنها مع ذلك اعتبرت نفسها ذكية إلى حد ما.
في عام 1975، التحقت بكلية هيرورد في تايل هيل، كوفنتري؛ وهي كلية خاصة بالطلاب ذوي الإعاقة حيث كان هناك بيئة أكاديمية، وتمكنت بشكل عام من الاستمتاع بأسلوب حياة مراهقة عادية. هناك حصلت على ستة شهادات المستوى العام وثلاث شهادات المستوى المتقدم خلال ثلاث سنوات. من كوفنتري انتقلت إلى بوليتكنيك هاتفيلد، ثم حصلت على درجة الماجستير من جامعة ساسكس مع رسالة حول سيلفيا بانكهرست.

## المهنة
بعد عام قضته في عام 1983 كإدارية في الجمعية الملكية للإعاقة وإعادة التأهيل (رادار)، بدأت في عام 1984 مسيرتها المهنية في الحكومة المحلية كمسؤولة اتصال لفرص متساوية في مجلس لندن الكبرى، تلتها وظيفة مسؤولة تطوير تدريب الإعاقة في فريق موارد الإعاقة في بلديات لندن، حيث أدارت وحدة تدريب المساواة والوعي بالإعاقة.
في عام 1987، عُيّنت مستشارة رئيسية للإعاقة في بلدية هونسلو بلندن. وبعد عام عادت إلى فريق موارد الإعاقة كمديرة للتدريب حيث بقيت حتى أسست شركتها الاستشارية للإعاقة في عام 1994. في أوائل تسعينيات القرن العشرين، شاركت في رئاسة مجلس الأشخاص ذوي الإعاقة البريطاني بالتشارك مع لوسيل لوسك.
في عام 1996، تأسست منظمة منبثقة عن مجلس الأشخاص ذوي الإعاقة البريطاني وهي المركز الوطني للمعيشة المستقلة، التي شاركت في تأسيسها وإدارتها مع فرانسيس هاسلر. عملت كامبل في المركز الوطني للمعيشة المستقلة لمدة ست سنوات قبل أن تعينها وزيرة الرعاية الاجتماعية لرئاسة معهد الرعاية الاجتماعية من أجل التميز.
وفي عام 1996 أيضاً، شاركت في تأليف كتاب بعنوان سياسة الإعاقة، وفي عام 2000 مُنحت رتبة عضو في الإمبراطورية البريطانية، ثم في عام 2006 عُينت دامت برفكت من رتبة قائد الإمبراطورية البريطانية في أوسمة عيد ميلاد الملكة.
في عام 2003، مُنحت كامبل درجة دكتوراه فخرية في القانون من جامعة بريستول وأخرى في العلوم الاجتماعية من جامعة شيفيلد هالام.
كانت مفوضة في لجنة حقوق ذوي الإعاقة حتى تم حلها في تشرين الأول 2006.
من 2006 إلى 2008، شغلت منصب مفوضة في لجنة المساواة وحقوق الإنسان. كما عملت كرئيسة لجنة الإعاقة التي أدت إلى برنامج الإعاقة في اللجنة.
في 3 نيسان 2007، بعد إعلانها من قبل لجنة تعيينات مجلس اللوردات، أصبحت عضوة مدى الحياة وستجلس كمستقلة في المجلس. تم نشر لقبتها كـ بارونة كامبل من سيربيتُون، من سيربيتُون في البلدية الملكية لكنجستون أبون تيمز في 30 آذار 2007.
من بين إنجازاتها في مجال النشاط العام، شملت إنشاء وإغلاق لاحق لصندوق المعيشة المستقلة، وإنشاء قانون الرعاية المجتمعية (المدفوعات المباشرة) لعام 1996، وفقدان بعض الأشخاص ذوي الإعاقة بعض مزايا الرعاية الاجتماعية، والتأثير غير المتناسب لجائحة كوفيد-19 على حياة الأشخاص ذوي الإعاقة، والمحاولات في البرلمان ومحاكم الاستئناف لتغيير القانون المتعلق بالموت بمساعدة كما يؤثر على الأشخاص ذوي الإعاقة.

## الحياة الشخصية
التقت كامبل بزوجها الأول، غراهام إنغليسون، في كلية هيرورد؛ تزوجا في عام 1987 عندما كانت تبلغ من العمر 27 عامًا. كان يعاني من الهيموفيليا، وقبل ستة أسابيع من الزفاف اكتشفا أنه قد أصيب بفيروس نقص المناعة البشرية نتيجة نقل دم بعد حادث سيارة في عام 1985، الذي توفي إثره لاحقًا في كانون الأول 1993. في عام 2009، كانت تعيش في تولورث مع زوجها الثاني روجر سايمز، وهو رجل أعمال.
نظرًا لضعفها الجسدي، تحتاج كامبل إلى المساعدة في أداء معظم الأمور وتحتاج إلى جهاز تنفس صناعي لمساعدتها على التنفس أثناء الليل. تستخدم كرسيًا كهربائيًا متحركًا وتمتلك جهاز كمبيوتر تكتب عليه بإصبع واحد.
واعتبارًا من عام 2009، كانت تتلقى مدفوعات مباشرة من السلطة المحلية لتلبية احتياجات رعايتها، مما مكنها من توظيف خمس ممرضات لمساعدتها في الأنشطة الروتينية للحياة اليومية.